# Central Elgin (Ontario)
Central Elgin – gmina (ang. township) w Kanadzie, w prowincji Ontario, w hrabstwie Elgin.
Powierzchnia Central Elgin to 283,45 km².
Według danych spisu powszechnego z roku 2001 Central Elgin liczy 12 360 mieszkańców (43,61 os./km²).